# Annals of Combinatorics
Annals of Combinatorics is een internationaal, aan collegiale toetsing onderworpen wetenschappelijk tijdschrift op het gebied van de toegepaste wiskunde. De naam wordt in literatuurverwijzingen meestal afgekort tot Ann. Combinator. Het wordt uitgegeven door Springer Science+Business Media.